# 京都府道49号久美浜湊宮浦明線
京都府道49号久美浜湊宮浦明線（きょうとふどう49ごう くみはまみなとみやうらけせん）は、京都府京丹後市久美浜町を起点に、京丹後市久美浜町浦明に至る府道（主要地方道）である。

## 概要
久美浜湾岸沿いの府道。

### 路線データ
- 起点：京丹後市久美浜町・須地交差点（兵庫県道・京都府道11号香美久美浜線交点）
- 終点：京丹後市久美浜町浦明・浦明交差点（国道178号・京都府道666号岡田浦明線交点）

## 歴史
- 1983年（昭和58年）2月1日認定。
- 1993年（平成5年）5月11日 - 建設省から、府道久美浜湊宮浦明線が久美浜湊宮浦明線として主要地方道に再指定される[1]。

## 路線状況

### 重複区間
- 京都府道・兵庫県道122号久美浜気比線（京丹後市久美浜町須地・湊宮 間）
- 京都府道668号野中小天橋停車場線（京丹後市久美浜町浦明 地内）

## 地理

### 通過する自治体
- 京丹後市

### 交差する道路
| 交差する道路                                                                        | 交差する場所     | 交差する場所                                                                                |
| ----------------------------------------------------------------------------------- | ---------------- | ------------------------------------------------------------------------------------------- |
| 兵庫県道・京都府道11号香美久美浜線 京都府道・兵庫県道122号久美浜気比線 重複区間起点 | 久美浜町         | 須地（）交差点 / 起点                                                                       |
| 京都府道・兵庫県道122号久美浜気比線 重複区間終点                                    | 久美浜町湊宮     | 空下（）交差点【北緯35度38分15.3秒 東経134度53分26.4秒 / 北緯35.637583度 東経134.890667度】 |
| 京都府道668号野中小天橋停車場線 重複区間起点                                        | 久美浜町浦明（） | 長柄（）交差点                                                                              |
| 京都府道668号野中小天橋停車場線 重複区間終点                                        | 久美浜町浦明     | 小天橋駅前交差点                                                                            |
| 国道178号 京都府道666号岡田浦明線                                                   | 久美浜町浦明     | 浦明交差点 / 終点                                                                           |

### 沿線にある施設など
- 久美浜カンツリークラブ
- 久美浜シーサイド温泉
- 京丹後市立湊小学校
- 久美浜湊宮郵便局
- 神野温泉
- 久美浜神野郵便局
- 京都丹後鉄道宮豊線 小天橋駅